# Gąbki
Gąbki (Porifera) – typ prymitywnych, beztkankowych zwierząt wyłącznie wodnych (najczęściej morskich), osiadłych, zwykle kolonijnych, o nieregularnym i najczęściej zmiennym kształcie, charakteryzującym się brakiem symetrii. Gąbki należą do najstarszych zwierząt: zbliżone do nich formy występowały już 760 milionów lat temu. W zapisie kopalnym znane są z prawdopodobnych skamieniałości ediakarskich, datowanych na około 600 mln lat (gąbki krzemionkowe) oraz kambryjskich (gąbki pospolite i wapienne); biomarkery wskazują, że gąbki pospolite mogły pojawić się już w kriogenie. Typ obejmuje około 9 tysięcy poznanych dotąd współczesnych gatunków w obrębie ok. 680 rodzajów, z czego tylko 150 żyje w wodach słodkich. Są szeroko rozpowszechnione na kuli ziemskiej, głównie w strefach przybrzeżnych oraz na dnie płytkich mórz.

## Charakterystyka ogólna

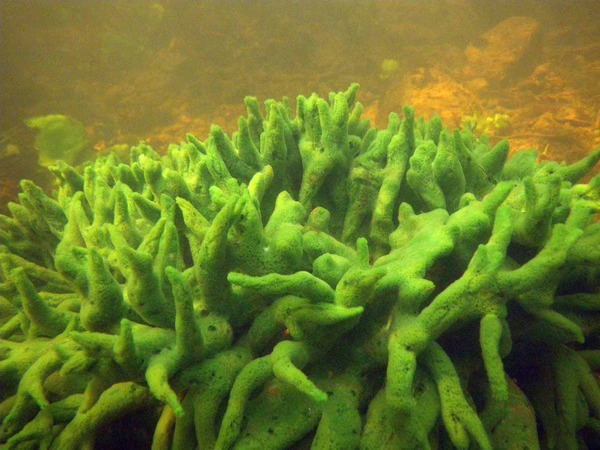
nadecznik stawowy to przykład gąbki słodkowodnej

Gąbki są przedstawicielem nibytkankowców (Parazoa). Są to wielokomórkowce, których komórki charakteryzują się wysoką specjalizacją pod względem funkcji. Tworzą one wyraźną warstwę zewnętrzną i wewnętrzną, a między nimi występuje mezohyl, nieprawidłowo nazywany mezogleą. W ich ciele nie występują właściwe narządy ani tkanki oraz brak jest komórek nerwowych i mięśniowych.

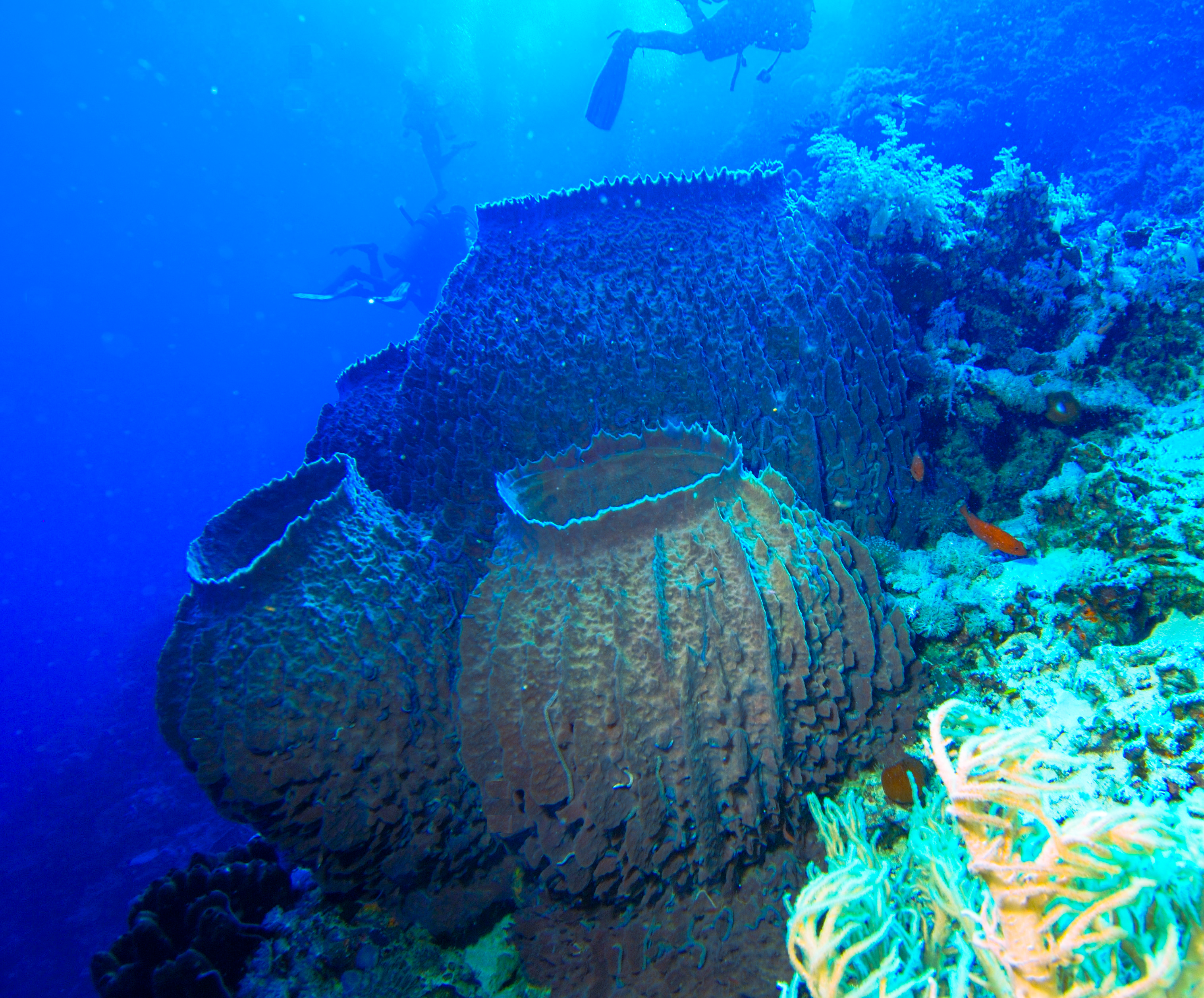

Długość ciała pojedynczego osobnika waha się w przedziale od kilku milimetrów do 2 m, przeciętnie wynosi jednak nie więcej niż kilkanaście milimetrów; wyjątek stanowią niektóre osobniki żyjące na dużych głębokościach w ciepłych morzach, które mogą osiągać nawet do 2 m wysokości.
Najczęściej jednak są spotykane w ciepłych wodach morskich na płytkich strefach przybrzeżnych. Wszystkie gąbki są bardzo wrażliwe na zanieczyszczenia przemysłowe.
Rozmnażają się płciowo i bezpłciowo. W cyklu życiowym występuje wolno pływająca larwa, dorosłe postacie prowadzą osiadły tryb życia najczęściej tworząc kolonie.
Wytwarzają biotoksyny, co chroni je przed atakiem ze strony drapieżników.

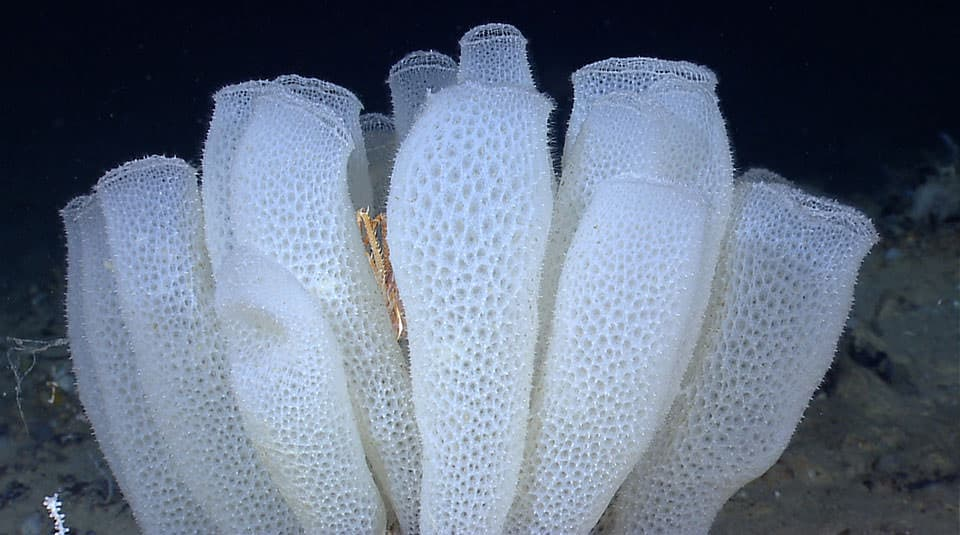
Kolonia gąbek szklanych

Budują olbrzymie kolonie liczące nawet 50 000 osobników. Żywią się drobinkami pokarmowymi. Dorosłe osobniki przyczepiają się do podłoża i długo uważano je za osiadłe. Zaobserwowano jednak, że postacie dorosłe kilku gatunków mogą się powoli poruszać (ok. 4 mm dziennie) za pomocą wyrostków na dolnej części ciała. Są jednymi z najprostszych zwierząt, nie posiadają nerwów ani żadnych narządów. Ich budowa, a zwłaszcza obecność komórek kołnierzykowatych (choanocytów) sugeruje, że są one bardzo blisko spokrewnione z wiciowcami kołnierzykowymi. Wniosek ten potwierdziły badania genetyczne. Znanych jest ok. 8000 poprawnie opisanych gatunków gąbek, ale szacuje się, że jest ich około 15 000. Te zwierzęta żyją nawet na głębokości 9000 metrów. Pierwsze niepewne skamieniałości gąbek pochodzą już z końcowego neoproterozoiku (600 mln lat temu, np. Eocyathispongia qiania), niewątpliwie gąbki znane są od początku kambru. W osadach szkieletów gatunków kopalnych odnotowuje się igły, głównie w osadowych skałach organogenicznych. Przykładem są igły krzemionkowe w spongiolitach.

## Budowa zewnętrzna

Typy budowy zewnętrznej:
A – askon, B – sykon i C – leukon.
Kolorem czerwonym zaznaczono choanocyty, a żółtym pinakocyty.
1 – spongocel, 2 – oskulum, 3 – kanał radialny, 4 – koszyczek, 5 – por, 6 – kanał doprowadzający

Ciało gąbki przypomina worek z otworem na górnym biegunie, który nosi nazwę otworu wyrzutowego (oskulum). Jama wewnętrzna to spongocel. Woda z drobnym pokarmem wpływa do wnętrza gąbki za pośrednictwem porów, które tworzą kanały wewnątrz komórek lub przestrzeń między zespołami komórek. Kanały nazywane są wtedy ostiami.
Ciało gąbek składa się z dwóch warstw oddzielonych mezohylem:
- zewnętrznej, dermalnej (pinakoderma);
- gastralnej (choanoderma) składającej się głównie z choanocytów.

Mezohyl występuje pomiędzy warstwami wewnętrzną i zewnętrzną, posiada różną grubość. Znajdują się w nim elementy szkieletowe (wapienne, krzemionkowe, sponginowe i mieszane) oraz pływające w koloidalnej substancji pojedyncze komórki.
W przypadku gąbek uwarstwienie nie ma charakteru listków zarodkowych. Komórki występują w ruchu i przemieszczają się pomiędzy warstwami. U większości gatunków następuje odwrócenie warstw zarodkowych w trakcie rozwoju osobniczego. W związku z tym nie używa się terminów ektoderma i endoderma na ich oznaczenie.
Gąbki cechują trzy typy budowy ciała:
- askon;
- sykon;
- leukon.

## Budowa wewnętrzna
Gąbki mają następujące rodzaje komórek:
W warstwie dermalnej:
- pinakocyty – budują ścianę zewnętrzną gąbek, nie mają błony podstawnej, komórki są płaskie, wieloboczne i kurczliwe;
- porocyty – doprowadzają wodę do spongocelu, komórki kształtu cylindrycznego z kanałem przechodzącym przez ich środek, wyglądem przypominają rurkę ustawioną prostopadle do długiej osi ciała. Zewnętrzny otwór takiej komórki może być zamykany. Występują u gąbek o budowie typu askon;
- endopinakocyty – komórki występujące u gąbek o bardziej skomplikowanym typie budowy morfologicznej, komórki o kształcie kanałów doprowadzających wodę z pokarmem do choanocytów znajdujących się w komorach, pochodzą od pinakocytów, ale zostały przesunięte do mezohylu;
- bazopinakocyty – komórki występujące u postaci dorosłych, znajdujące się w dolnym biegunie ciała gąbki, produkują błonę czepną przytwierdzającą ją do podłoża. Ze względu na dużą ilość wodniczek kurczliwych przypuszcza się, że mogą brać też udział w osmoregulacji;
- choanocyty (komórki kołnierzykowate) – są wyposażone w wici, których ruch zapewnia przepływ wody przez ciało gąbki i umożliwia wychwytywanie cząstek pokarmu.

W mezohylu:
- amebocyty – swobodnie poruszające się komórki, występujące w mezohylu, dzielone na różne typy w zależności od funkcji, jakie pełnią;
- kolenocyty – rodzaj amebocytów budową przypominające pinakocyty warstwy zewnętrznej;
- lofocyty – rodzaj amebocytów; produkują włókna kolagenowe występujące w rozproszeniu w mezohylu wszystkich gąbek;
- spongocyty – budują szkielety sponginowe niektórych gąbek;
- skleroblasty – są odpowiedzialne za budowę sklerytów, budują szkielet nieorganiczny;
- mioblasty – komórki kurczliwe, odpowiadają za wielkość oskulum, otwieranie porów i wpuszczanie do nich wody;
- archeocyty – regenerują, trawią, mają wyjątkową zdolność przekształcania się w inne komórki w zależności od potrzeb (totipotencjalne, charakter embrionalny), a w czasie rozmnażania przekształcają się w gamety;
- komórki rabdonośne – okresowo uzupełniają ilość polisacharydów występujących w mezohylu;
- igły (spikule, skleryty);
- choanocyty (komórki kołnierzykowate) – ich głównym zadaniem jest fagocytoza cząstek pokarmowych obecnych w wodzie przepływającej od ostii lub porów do spongocelu; ruch ich wici zapewnia przepływ wody w tym kierunku; w mezohylu transportują plemniki do komórek jajowych lub też same mogą się przekształcać w plemniki.

## Znaczenie i wykorzystanie

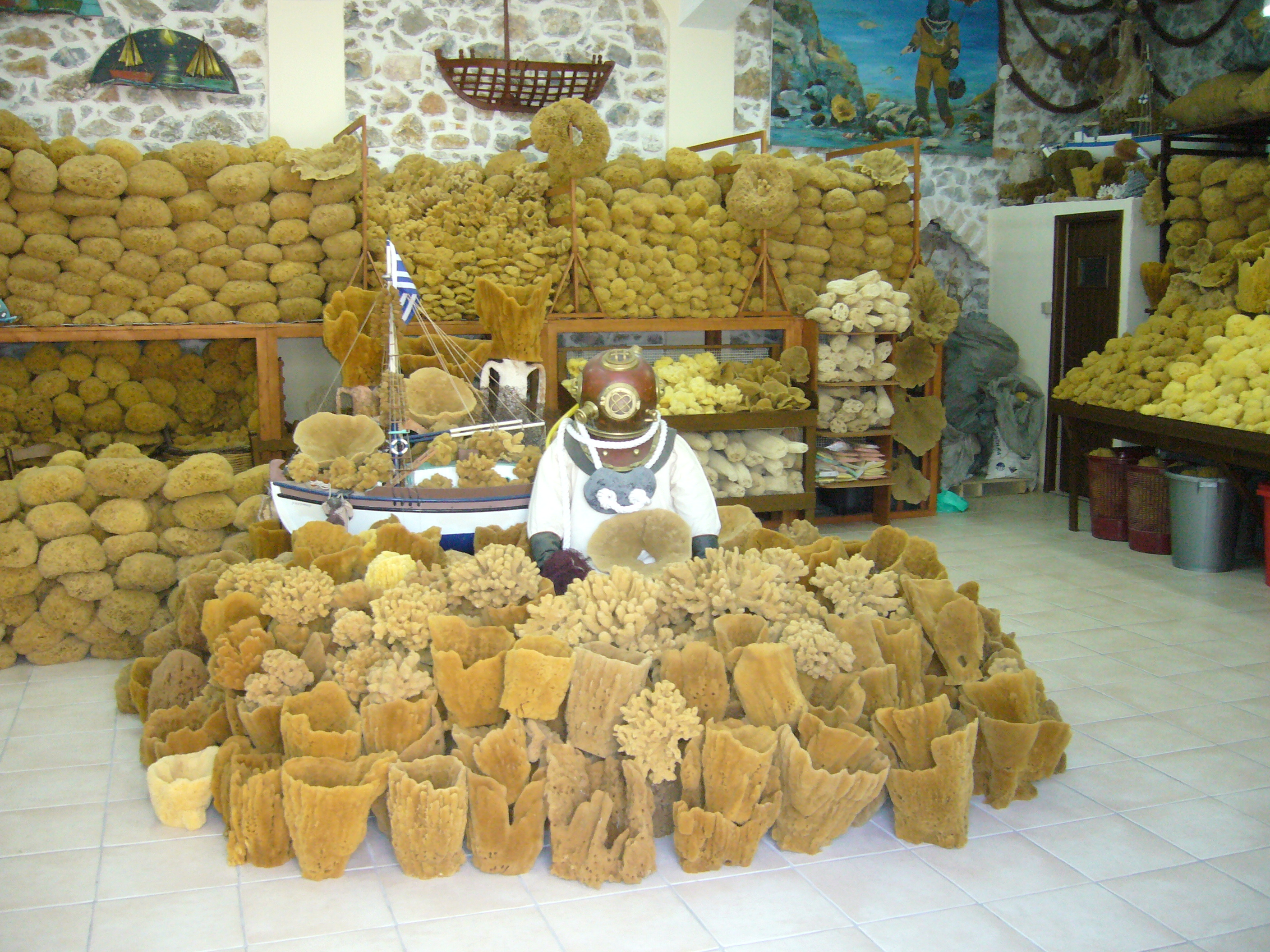
Grecki sklep z naturalnymi gąbkami

Gąbki występują w wodach całej kuli ziemskiej, przeważnie w morzach i oceanach. Wchłaniają szczątki organiczne przez co pełnią rolę biofiltrów. Nie są chętnie spożywane przez inne zwierzęta ze względu na obecność szkieletu wewnętrznego i zdolność produkcji biotoksyn.
W średniowieczu gąbki były używane w chirurgii, a także jako materiał szlifierski w jubilerstwie oraz jako podkład pod zbroję rycerską. Dla celów gospodarczych wydobywa się żyjącą w Morzu Śródziemnym gąbkę szlachetną. Gąbka Tethya crypta, posiadająca szkielet krzemionkowy, stanowiła przedmiot badań w leczeniu ludzi chorych na białaczkę ze względu na właściwości hamowania wzrostu komórek ssaków. Oczyszczone szkielety spongoinowe służą do celów higienicznych i tamowania krwi. Gąbki są bioindykatorami, czyli wskaźnikami czystości wód.
Gąbki stanowiły w przeszłości istotną grupę rafotwórczą. Obecnie ich znaczenie jest mniejsze, ale wciąż duże. W okresie ordowik–dewon oraz w mezozoiku były jednym z podstawowych składników raf, często budowały samodzielnie rafy gąbkowe. Krzemionka pochodząca z rozpuszczania szkieletów gąbek krzemionkowych jest podstawowym składnikiem wielu krzemieni. Gąbki są wykorzystywane w przemyśle higienicznym.

## Rozmnażanie
Gąbki dzięki prostocie swojej budowy mogą rozmnażać się bezpłciowo lub płciowo. Charakteryzuje je brak gonad. Gąbki są głównie organizmami hermafrodytycznymi, u obojnaków występuje zjawisko protandrii lub protogynii, co ma zapobiec samozapłodnieniu. Komórki jajowe powstają z archeocytów, natomiast plemniki z choanocytów. Plemniki wydostają się z wnętrza gąbki przez oskulum i są niesione prądem, aż dostaną się do spongocelu innej gąbki. Z zapłodnionego w mezohylu jaja wylęga się orzęsiona larwa (celoblastula, amfiblastula lub parenchymula), poruszająca się za pomocą wici. Jej ruch nie jest koordynowany (brak tkanki nerwowej i mięśniowej), komórki reagują jednak na zmiany intensywności światła, co może powodować zmianę kierunku ruchu. Larwy pływają przez pewien czas swobodnie w wodzie, a potem osiadają i przekształcają się w nieruchomą postać dorosłą. U niektórych gąbek pospolitych występuje zapłodnienie zewnętrzne. Rozmnażanie bezpłciowe może zachodzić na kilka sposobów: pączkowanie, wytwarzanie gemmul (u gąbek słodkowodnych, np. Spongilla, i u niektórych form morskich), podział, fragmentacja, soryty. Powstają w ten sposób kolonie składające się z wielkiej liczby osobników i dochodzące do znacznych rozmiarów.
Gąbki mają zdolność do regeneracji. Pojedyncze ich komórki łączą się, a następnie dzielą i odtwarzają ciało gąbki.

## Systematyka
Liczne badania genetyczne wyłoniły cztery monofiletyczne grupy gąbek współczesnych, do których należy dodać kilka grup kopalnych.
- Demospongiae – gąbki pospolite;
- Hexactinellida – gąbki szklane;
- Calcarea – gąbki wapienne;
- Homoscleromorpha;
- † Archaeocyatha – archeocjaty [dawniej uważane za odrębny typ][11];
- † Stromatoporoidea – stromatoporoidy[11].

Badanie relacji między nimi dawało jednak rozmaite wyniki.
Szczególnie kłopotliwa dla ustalenia powiązań filogenetycznych jest mała grupa określana nazwą Homoscleromorpha. Badania molekularne, biochemiczne, embriologiczne oraz badania ultrastruktury wskazują na jej bliskie pokrewieństwo z właściwymi tkankowcami (Eumetazoa). Dwie pierwsze grupy gąbek (Demospongiae i Hexactinellida) łączone są razem jako Silicea, ale liczne badania genetyczne Silicea, Calcarea i Homoscleromorpha nie potwierdzały ich monofiletyzmu, a więc tradycyjnie rozumiane gąbki byłyby parafiletyczne i należałoby zrezygnować ze stosowania terminu Porifera w znaczeniu taksonomicznym. Kompleksowe badania przeprowadzone przez międzynarodowy zespół naukowców w 2009 roku wskazują jednak na pochodzenie wszystkich gąbek od wspólnego przodka, który jednocześnie nie był przodkiem pozostałych zwierząt. Jeśli wyniki tych badań zostaną potwierdzone przez kolejnych badaczy, Porifera zostaną uznane za takson monofiletyczny.

### Tradycyjne ujęcie
Tradycyjnie gąbki dzieli się na 2 podtypy z 4 gromadami:
- Podtyp: gąbki komórkowe (Cellulariae):
  - Gromada: † archeocjaty (Archaeocyatha);
  - Gromada: gąbki pospolite (Demospongiae);
  - Gromada: gąbki wapienne (Calcarea);
- Podtyp: gąbki syncycjalne (Symplasmae):
  - Gromada: gąbki szklane (Hexactinellida).

### Systematyka gąbek współczesnych[14]
Superregnum: Eukaryota / Nadkrólestwo: Eukariota
Regnum: Animalia / Królestwo: Zwierzęta
Subregnum: Parazoa / Podkrólestwo: Beztkankowce
```
Phylum: Porifera=Sponginaria
 / Typ: Gąbki
```

```
 
Subphylum: Cellulariae
 / Podtyp: Gąbki komórkowe
```

```
  
Classis: Demospongiae
 / Gromada: Demospongiae
```

```
    
Subclassis: Homoscleromorpha
 / Podgromada: Homoscleromorpha
```

```
    
Subclassis: Tetractinomorpha
 / Podgromada: Gąbki czteroosiowe
```

```
     
Ordo: Astrophorida=Choristida
 / Rząd: Astrophorida = Choristida
```

```
     
Ordo: Hadromerida
 / Rząd: Hadromerida
```

```
     
Ordo: Chondrosida
 / Rząd: Chondrosida
```

```
    
Subclassis: Ceractinomorpha=Cornacuspongida=Monaxonida
 / Podgromada: Gąbki jednoosiowe
```

```
     
Ordo: Agelasida
 / Rząd: Agelasida
```

```
     
Ordo: Poecilosclerida
 / Rząd: Poecilosclerida
```

```
     
Ordo: Halichondrida
 / Rząd: Halichondrida
```

```
     
Ordo: Haplosclerida
 / Rząd: Haplosclerida
```

```
      
Subordo: Haplosclerina
 / Podrząd: Haplosclerina
```

```
      
Subordo: Petrosina
 / Podrząd: Petrosina
```

```
      
Subordo: Spongillina
 / Podrząd: Spongillina
```

```
     
Ordo: Dictyoceratida
 / Rząd: Dictyoceratida
```

```
     
Ordo: Dendroceratida
 / Rząd: Dendroceratida
```

```
     
Ordo: Halisarcida
 / Rząd: Halisarcida
```

```
     
Ordo: Verongida
 / Rząd: Verongida
```

```
  
Classis: Calcarea
 / Gromada: Gąbki wapienne
```

```
    
Subclassis: Calcinea
 / Podgromada: Calcinea
```

```
     
Ordo: Clathrinida
 / Rząd: Clathrinida
```

```
    
Subclassis: Calcaronea
 / Podgromada: Calcaronea
```

```
     
Ordo: Leucosoleniida
 / Rząd: Leucosoleniida
```

```
     
Ordo: Lithonida
 / Rząd: Lithonida
```

```
 
Subphylum: Symplasmae
 / Podtyp: Gąbki Syncycjalne
```

```
  
Classis: Hexactinellida
 / Gromada: Gąbki szklane
```

```
    
Subclassis: Amphidiscophora
 / Podgromada: Amphidiscophora
```

```
     
Ordo: Amphidiscosida
 / Rząd: Amphidiscosida
```

```
    
Subclassis: Hexasterophora
 / Podgromada: Hexasterophora
```

```
     
Ordo: Lyssacinosida
 / Rząd: Lyssacinosida
```

## Badania nad gąbkami
Badaczy gąbek nazywa się czasem spongiologami. Spośród znanych spongiologów można wymienić Jacoba Scotta Bowerbanka oraz Maxa Walkera de Laubenfelsa; archeocjatami zajmowały się Dorothy Hill i Françoise Debrenne. W Polsce badaniami nad gąbkami zajmowali lub zajmują się Andrzej Wierzejski, Kazimierz Simm, Jerzy Trammer i Andrzej Pisera.